# Gastonia
|  | Per a altres significats, vegeu «Gastonia (planta)». |

Gastonia és un gènere d'ancilosaure polacàntid que visqué al Cretaci inferior, fa 125 milions d'anys, a Nord-amèrica. Està estretament emparentat amb Polacanthus i presentava llargues pues sobre les espatlles. Aquest dinosaure es trobà a la mateixa pedrera que Utahraptor. Fou anomenat per James Kirkland el 1998 a partir de material trobat al Gran Comtat de Utah.